# Pseudoweinmannia
Pseudoweinmannia es un género con dos especies de plantas con flores perteneciente a la familia Cunoniaceae. 

## Especies seleccionadas
- Pseudoweinmannia apetala
- Pseudoweinmannia lachnocarpa